# Sami Keinänen
Sami Keinänen (Rovaniemi, 1973 –) finn basszusgitáros, a Lordi nevű finn hard rock-zenekar első basszusgitárosa.

## Pályafutása
1996 és 1999 között volt tagja a bandának. Egyes források szerint 1995-ben már játszott a Rockmurskaa válogatás lemezen is, a Lordival az Inferno nevű dalnál, de a Lordi hivatalos honlapja szerint csak 1996-tól volt tagja a zenekarnak. A zenekarral fel vett egy albumot a Bend Over And Pray The Lord! nevű lemezt. 1999-ben munkaügyi okokból Angliába ment, és elhagyta a zenekart. Kita nagybátya.

## Lordi G-Stealerként
Keinänen álneve G-Stealer volt. Eredetileg Gene Replaicer (Gene Helyettesítője) lett volna a neve, példaképe Gene Simmons után aki a KISS basszusgitárosa volt, ám a helyettesítője szó hülyén hangzott volna, így rövidítette le a Gene szót G-re  és vette fel mellé a Stealer (tolvaj) nevet.
G-Stealer egy a Mu Arae csillagrendszerből származó manbeast-ek közül való lény. Egy galaktikai harcos, aki 50 évvel ezelőtt egy másik galaxisban harcolt. Neve gén tolvajt jelent, különleges képessége, pedig az volt, hogy minden olyan lénynek le tudja másolni a génjeit, aminek a közelébe megy.
G-Stealer unoka öccse, Kita 2000-ben lépett be a bandába ám jelmeze nem volt. Így G-Stealer maszkját megkapta, és G-Stealer jelmezét Kita kosztümjéhez használták fel. G-Stealer jelmeze volt az első melyet Mr. Lordi a zenekar számára tervezett.